# Packera contermina
Packera contermina là một loài thực vật có hoa trong họ Cúc. Loài này được (Greenm.) J.F.Bain mô tả khoa học đầu tiên năm 1999.